# Ostateczne rozwiązanie (film amerykańsko-południowoafrykański)
Ostateczne rozwiązanie (ang. Final Solution) – amerykańsko-południowoafrykański film dramatyczny z 2001 roku. Film był emitowany w TV Trwam.

## Treść[2]
Akcja toczy się w Południowej Afryce w czasach apartheidu. Główny bohater Afrykaner – Gerrit Wolfaardt dorasta w atmosferze silnych uprzedzeń rasowych. Z czasem coraz bardziej angażuje się w działalność neonazistowską. Pod okiem prominentnych członków rządu i wojska Gerrit opracowuje plan oczyszczenia RPA z czarnych. Pewnego dnia poznaje dwoje ludzi – Celeste, studentkę uniwersytetu o otwartym umyśle i Petera Lekotę, pastora, który kwestionuje uprzedzenia Gerrita. Zmusza go to do przemyślenie dotychczasowego życia.

## Obsada[3]
- Jan Ellis – Gerrit Wolfaardt
- John Kani – pastor Peter Lekota
- Langley Kirkwood – Pieter
- David S. Lee – Jan Oosthuizen
- Mpho Lovinga – Moses Moremi
- Bruce Marchiano – Jake
- Regardt van den Berg – Gerber
- Liezel van der Merwe – Celeste
- Marius Weyers – Wolfaardt